# Antonio de San Gregorio
Antonio de San Gregorio (falecido a 1661) foi um prelado católico romano nomeado bispo de Nueva Caceres, Filipinas, de 1659 a 1661.

## Biografia
Antonio de San Gregorio foi ordenado sacerdote na Ordem dos Frades Menores. No dia 17 de novembro de 1659, foi nomeado durante o papado de Alexandre VII como Bispo de Nueva Cáceres, contudo faleceu antes de ser consagrado, em 1661.